# Sander van Looy
Sander van Looy (Epe, 29 mei 1997) is een Nederlands voetballer die als verdediger speelt.

## Carrière
Van Looy komt sinds 2012 uit in de jeugdopleiding van PEC Zwolle. In 2016 werd hij doorgeschoven naar het tweede elftal, om een seizoen later een vaste plek te krijgen in het eerste elftal van de Zwolse club. Begin oktober tekende hij een eenjarig contract met een optie voor twee seizoenen. Op 22 december maakte hij zijn debuut in de uitwedstrijd tegen ADO Den Haag. Hij werd vlak voor de aftrap toegevoegd aan het basisteam nadat Mustafa Saymak met een blessure afhaakte. Nadat hij anderhalf jaar zonder club zat, wist hij begin 2020 te overtuigen tijdens een stage bij het Zweedse Falkenbergs FF dat uitkomt in de Allsvenskan. Per 1 februari 2021 verliet hij de club.

### Carrièrestatistieken
| Seizoen                   | Club            | Land            | Competitie      | Competitie | Competitie | Beker | Beker | Internationaal | Internationaal | Overig | Overig | Totaal | Totaal |
| Seizoen                   | Club            | Land            | Competitie      | Wed.       | Dlp.       | Wed.  | Dlp.  | Wed.           | Dlp.           | Wed.   | Dlp.   | Wed.   | Dlp.   |
| ------------------------- | --------------- | --------------- | --------------- | ---------- | ---------- | ----- | ----- | -------------- | -------------- | ------ | ------ | ------ | ------ |
| 2015/16                   | PEC Zwolle      | Nederland       | Eredivisie      | 0          | 0          | 0     | 0     | 0              | 0              | 0      | 0      | 0      | 0      |
| 2016/17                   | PEC Zwolle      | Nederland       | Eredivisie      | 0          | 0          | 0     | 0     | 0              | 0              | 0      | 0      | 0      | 0      |
| 2017/18                   | PEC Zwolle      | Nederland       | Eredivisie      | 1          | 0          | 0     | 0     | 0              | 0              | 0      | 0      | 1      | 0      |
| Carrière totaal           | Carrière totaal | Carrière totaal | Carrière totaal | 1          | 0          | 0     | 0     | 0              | 0              | 0      | 0      | 1      | 0      |
| Bijgewerkt tot 6 mei 2018 |                 |                 |                 |            |            |       |       |                |                |        |        |        |        |